# Engelberg
Engelberg je obec (malé město) ležící uprostřed Švýcarska v kantonu Obwalden, jehož je exklávou. Nachází se na konci údolí říčky Aa jižně od jezera Vierwaldstättersee. Leží přibližně 15 kilometrů jihovýchodně od hlavního města kantonu, Sarnenu, v nadmořské výšce 1013 metrů. Žije zde přibližně 4 200 obyvatel.
S Lucernem je Engelberg spojen větví úzkorozchodné železnice Zentralbahn. 

## Geografie

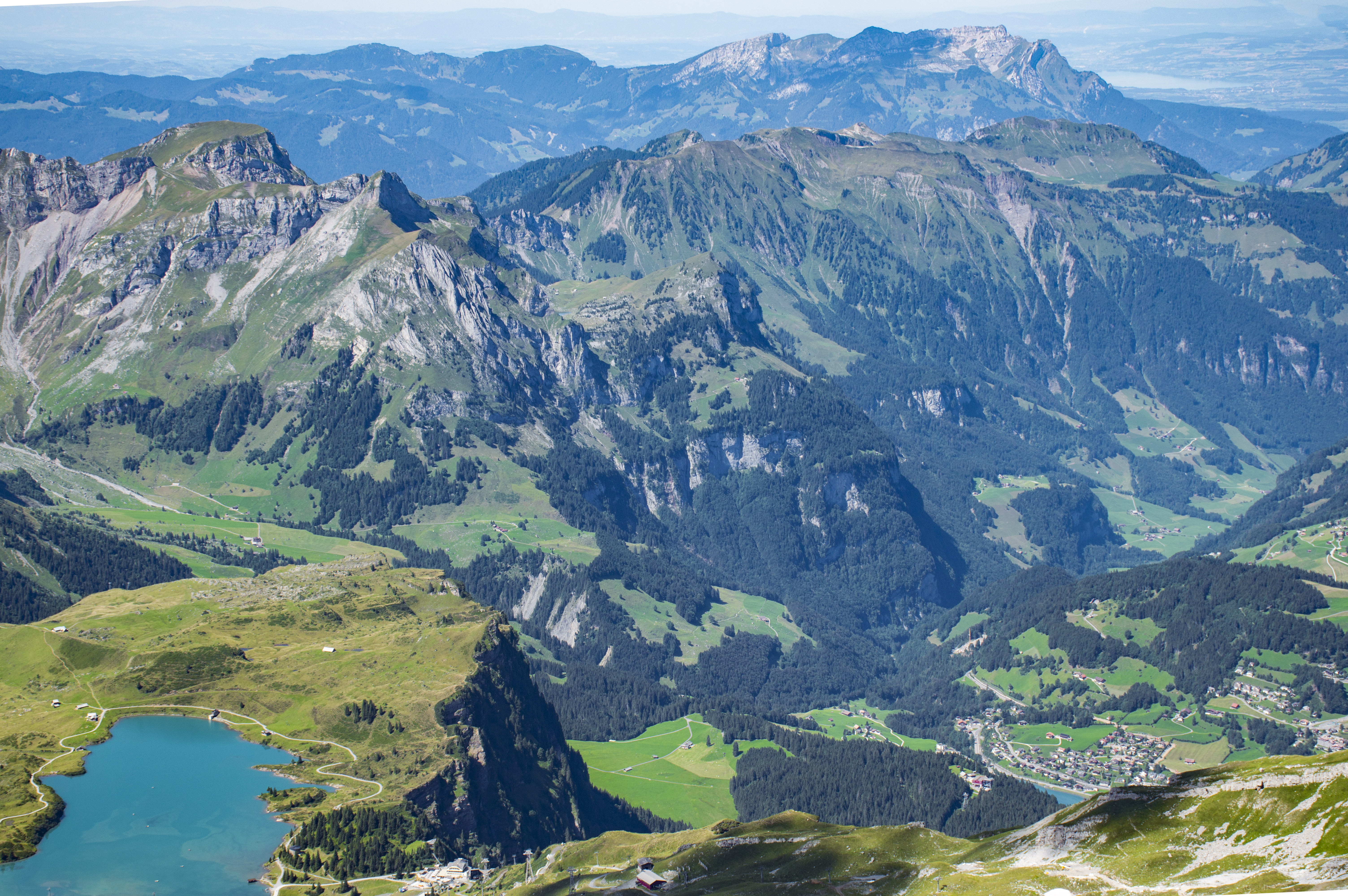
Pohled z Titlisu do údolí Engelberg

Engelberg leží 25 kilometrů jižně od Lucernského jezera a 20 kilometrů jižně od Stansu, v plochém, širokém vysokém údolí v nadmořské výšce asi 1000 m. Obec se rozkládá mezi horským masivem dominantního, 3238 m vysokého Titlisu na jihu a horským pásmem na severu tvořeným horami Engelberger Rotstock, Ruchstock, Rigidalstock a Walenstöcken, které dosahují výšky kolem 2800 m. Na východě se nad obcí tyčí ve výšce 2600 m n. m. vrchol Hahnen. Mezi další vrcholy v okolí patří Fürenalp, Brunni, Trübsee a Jochstock.
Ploché dno údolí Engelbergu vzniklo na konci poslední doby ledové, kdy obrovský sesuv z Titlisu zablokoval východ z údolí na severozápadě. Vzniklá přírodní nádrž byla během několika tisíc let zasypána sutí a pískem, které sem přinesla řeka Engelberger Aa a její přítoky z okolních hor. Dnes připomíná někdejší horské jezero pouze malé jezírko Eugenisee v dolní části obce, které je uměle regulováno pro výrobu elektřiny. Pod ním se potok vlévá do Aa-Tobelu, kde je strmý terén stále vystaven silné erozi a občasným sesuvům půdy.
K obci Engelberg patří také vesnice Grafenort (570 m n. m.), která leží pod soutěskou Aasch v údolí dolního Engelbergu nedaleko Wolfenschiessenu.
Údolí Horbistal, odbočující severně od hlavního údolí s potokem Bärenbach, končí náhle pod strmou skalní stěnou. Toto místo nese obrazný název Konec světa.
Proti proudu řeky pokračuje údolí Engelberger Aa východním a později severovýchodním směrem dalších 15 km k průsmyku Surenen ve výšce 2291 m.
Pouze 3,1 % z celkové rozlohy obce tvoří osídlená půda. Velká část území obce je pokryta lesy (24,5 %) nebo je využívána zemědělsky: často jako vysokohorské pastviny (28,5 %). Mnohem více je neproduktivních oblastí, většinou horských (43,9 %).
Katastr obce tvoří exklávu kantonu Obwalden (původního polokantonu), obklopenou územím kantonů Bern, Nidwalden a Uri.

## Historie

Engelberg v 18. století

Hospodářským základem údolí bylo historicky zemědělství, Engelberg patřil k tzv. pasteveckému kraji středního Švýcarska, kde se od orné půdy brzy upustilo a veškeré zemědělství bylo založeno na chovu dobytka a vývozu tvrdých sýrů, především do severní Itálie. Zemědělská činnost byla proto silně ovlivněna ročními obdobími, kdy se prováděla vysokohorská pastva a dodatečná seč za účelem získání sena na zimu. Obyvatelé Engelbergu se v létě starali o velké množství dobytka, který byl do údolí hnán z Nidwaldenu a někdy i dále, aby zde strávil léto v Alpách. V méně rušných ročních obdobích pracovalo mnoho obyvatel údolí jako mulaři, kteří převáželi vlastní vyrobený sýr a další zboží až do Itálie a zároveň obchodovali s italským zbožím ve středním Švýcarsku.
Engelberg byl součástí Svaté říše římské jako přidružené město Staré konfederace. Politickou správu vykonávalo benediktinské opatství kláštera Engelberg, založené kolem roku 1120 baronem Konrádem von Sellenbüren na základě královského grantu. Takto ji popisují všechny právněhistorické práce o dějinách středního Švýcarska. Podle analýzy záznamů z údolí se obyvatelé na svou situaci dívali mnohem jinak. Poté, co obyvatelé údolí bojovali spolu s Waldstättenem proti Zwinglimu v bitvě u Kappelu v roce 1531, považovali se za rovnocenné konfederátům. Přestože ústava tzv. Landsgemeinde formálně platila pouze ve Waldstättenu (kromě Lucernu), obyvatelé údolí Engelberg si z ní nárokovali práva i pro sebe.
V praxi vykonávali politickou správu sami občané, a to formou různých komunitních shromáždění. Klášterní opati nikdy netrvali na svých královských právech; díky své převaze v pozemkovém vlastnictví měli na všech shromážděních tak silné postavení v otázkách, které se přímo týkaly pouze půdy, že odvolávání se k formálnímu pravidlu nebylo nutné.

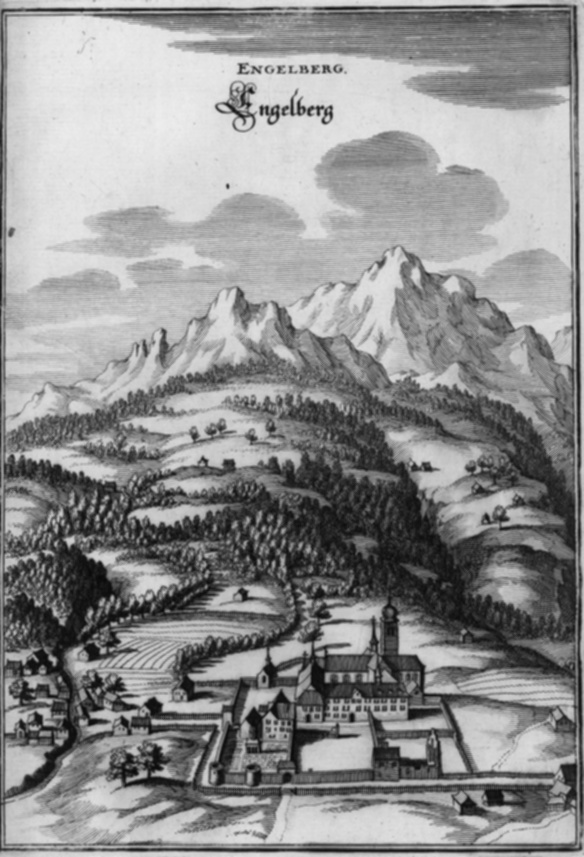
Klášter Engelberg na středověkém vyobrazení

Nejvyšším shromážděním byla tzv. údolní komunita (Talgemeinde). Ta se scházela jen v případě potřeby, v některých letech několikrát do roka, jindy mezi dvěma Talgemeinde uběhlo více než deset let. Devět pánů údolního soudu bylo jmenováno v rámci konání údolní komunity a jejich funkční období trvalo do dalšího sněmu. Ve složitých případech mohla údolní komunita jmenovat také okresní radu (Landrat), do níž kromě pánů dvora patřilo dalších 18 údolních občanů. Okresní radní vykonával svou funkci až do splnění svého úkolu nebo do příštího zastupitelstva. Kromě toho údolní komunita jmenovala pokladníka (Säckelmeister), který dohlížel na pokladnu (Talkästli). Do něj se zapisovaly všechny činy v údolí, takže šlo o mimořádně důvěryhodné postavení, ale bez skutečné politické moci.
V údolí se konala komunitní shromáždění k různým úkolům, na která byli svoláváni pouze ti, kterých se to týkalo. Patřila k nim komunita všech, kdo se zabývali obchodem s mulami, a komunita nočních hlídačů v jednotlivých sídelních jádrech. Setkání bylo každoročně svoláváno na den svatého Tomáše, 21. prosince. Zde se po skončení alpské sezóny sešli všichni majitelé a významní občané čtyř alpských obcí v údolí, zúčtovali uplynulý rok a stanovili zásady pro hospodaření v příštím roce.
Středověký klášter byl několikrát zničen požáry, naposledy 29. srpna 1729 studentským ohňostrojem, ale bez přerušení funguje dosud. Kromě toho údolí několikrát postihl mor (naposledy v letech 1628–29) a politické spory ve vrcholném a pozdním středověku. Během morové epidemie v letech 1628–29 změnil statek Mühlematt během jednoho roku třikrát majitele, kteří pokaždé zemřeli na mor. Bernardin Häcki, bohatý sedlák ze svobodného údolí, získal statek od kláštera v roce 1585 za 930 lucernských guldenů a výměnou za 2 platy ročního pozemkového nájmu.

Engelberg okolo roku 1870

Název Engelberg se odvozuje od legendy, podle níž hlasy andělů z výšin hory Hahnen podnítily založení kláštera. Anděl se objevuje i v městském znaku. Klášterní komunita (do roku 1615 tvořená mnichy a jeptiškami jako společný mužský i ženský klášter) se stala jádrem miniaturního duchovního státu, který se ve 13.–14. století dostal pod patronát konfederátů. Založila zde klášter, písařskou a malířskou školu, z níž se vyvinula dnešní engelberská kolegiátní škola, která přinesla údolí slávu i za hranicemi Švýcarska. S rostoucími touhami po svobodě ze strany světské moci se klášter od 15. století začal postupně vzdávat některých privilegií.
V letech 1797–1798 vedla invaze francouzských vojsk k rozpadu Staré konfederace. 1. března 1798 se klášter vzdal svých výsostných práv nad údolím Engelberg: stejně jako Obwalden přijal novou helvétskou ústavu, která stanovila rovnost práv a dělbu moci. Naproti tomu Nidwalden se nové formě vlády bránil. Následovalo léto plné napětí a výhrůžek ze strany kantonu Nidwalden. Kanton marně žádal, aby se obec Engelberg připojila k odboji. To bylo krvavě potlačeno francouzskými vojsky v září 1798. Po Napoleonově porážce v bitvě u Lipska byla nová ústava vytvořená Francií v roce 1813 zrušena. Některé kantony, včetně Nidwaldenu, požadovaly návrat ke stavovské ústavě. V roce 1815 však byla přijata nová spolková smlouva, k níž se připojily všechny kantony – kromě Nidwaldenu, který se stále více radikalizoval, pravděpodobně také pod vlivem traumatu z roku 1798. Obec Engelberg, nacházející se na konci údolí, se poté rozhodla oddělit od Nidwaldenu a v červenci 1815 se na základě prozatímní dohody připojila ke kantonu Obwalden. V srpnu 1815 invaze spolkových vojsk tentokrát bez bojů ukončila odpor Nidwaldenu. V listopadu 1815 se na základě závazné inkorporační smlouvy stal Engelberg definitivně exklávou Obwaldenu.
V polovině 19. století se začal rozvíjet cestovní ruch, který se ve 20. století stal rozhodujícím ekonomickým faktorem. Bylo postaveno několik hotelových komplexů, lázeňský park a kolonáda. V roce 1898 byla ze Stansstadu otevřena železnice Stansstad–Engelberg, první elektrická ozubnicová železnice. Toto otevření se vnějšímu světu také posunulo společenský vliv kláštera.
Ve 20. letech 20. století vedla zemědělská krize k vystěhování některých rodin do Horních Rakous. V roce 1938 se v Engelbergu konalo mistrovství světa v alpském lyžování.

## Obyvatelstvo
K 31. prosinci 2021 v obci žilo 4230 obyvatel.

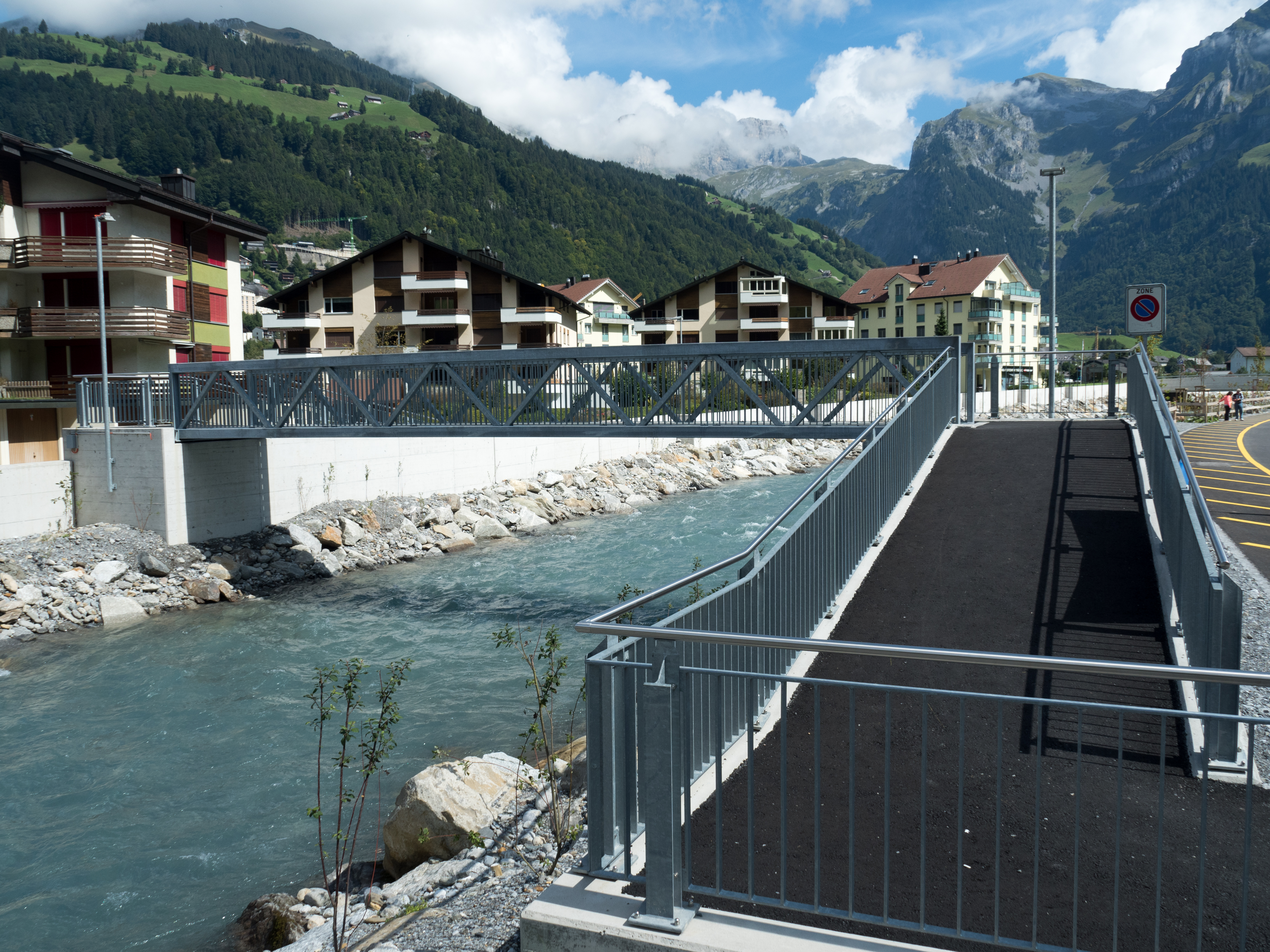
Centrum obce

### Vývoj populace
Počet obyvatel obce v letech 1709–1850 výrazně vzrostl (+156,2 %). Důvodem byl silný přebytek narozených dětí. V letech 1850–1860 proběhla první vlna vystěhovalectví (-4,1 %). V roce 1870 se počet obyvatel vrátil na úroveň z roku 1850. V 70. letech 19. století došlo v důsledku rozvoje cestovního ruchu k nárůstu počtu obyvatel. Poté následovala dvě desetiletí stagnace. Před první světovou válkou došlo k velkému nárůstu počtu obyvatel (1900–1910: +22,6 %). Vedla k tomu výstavba železnice Stansstad–Engelberg (otevření trati v roce 1898) a nástup zimní turistiky (od roku 1903). Krize v cestovním ruchu pak vedla k druhému poklesu počtu obyvatel (1910–1920: -4,5 %). Po skončení druhé světové války až do roku 1980 následovala fáze silného růstu (1941–1980: +23,0 %). Po období stagnace v 80. letech 20. století došlo k výraznému nárůstu počtu obyvatel (1990–2010: +31,9 %).
Důvodem nárůstu bylo zlepšení služeb veřejné dopravy (přímé vlakové spojení z Lucernu do Engelbergu od roku 1964) a výstavba dálnice A2.
| Vývoj počtu obyvatel | Vývoj počtu obyvatel | Vývoj počtu obyvatel | Vývoj počtu obyvatel | Vývoj počtu obyvatel | Vývoj počtu obyvatel | Vývoj počtu obyvatel | Vývoj počtu obyvatel | Vývoj počtu obyvatel | Vývoj počtu obyvatel | Vývoj počtu obyvatel | Vývoj počtu obyvatel | Vývoj počtu obyvatel | Vývoj počtu obyvatel | Vývoj počtu obyvatel | Vývoj počtu obyvatel | Vývoj počtu obyvatel | Vývoj počtu obyvatel | Vývoj počtu obyvatel | Vývoj počtu obyvatel | Vývoj počtu obyvatel | Vývoj počtu obyvatel | Vývoj počtu obyvatel | Vývoj počtu obyvatel |
| -------------------- | -------------------- | -------------------- | -------------------- | -------------------- | -------------------- | -------------------- | -------------------- | -------------------- | -------------------- | -------------------- | -------------------- | -------------------- | -------------------- | -------------------- | -------------------- | -------------------- | -------------------- | -------------------- | -------------------- | -------------------- | -------------------- | -------------------- | -------------------- |
| Rok                  | 1709                 | 1728                 | 1746                 | 1769                 | 1799                 | 1850                 | 1860                 | 1870                 | 1880                 | 1888                 | 1900                 | 1910                 | 1920                 | 1930                 | 1941                 | 1950                 | 1960                 | 1970                 | 1980                 | 1990                 | 2000                 | 2010                 |                      |
| Počet obyvatel       | 678                  | 726                  | 919                  | 1010                 | 1468                 | 1737                 | 1665                 | 1732                 | 1931                 | 1978                 | 1973                 | 2418                 | 2310                 | 2491                 | 2409                 | 2544                 | 2646                 | 2841                 | 2963                 | 2958                 | 3544                 | 3909                 |                      |

### Jazyky
Téměř všichni obyvatelé mluví německy jako každodenním hovorovým jazykem, avšak převážně regionálním hornoalemanským dialektem. Při posledním sčítání lidu v roce 2000 uvedlo 88,2 % obyvatel jako svůj hlavní jazyk němčinu, 2,48 % srbochorvatštinu a 2,17 % angličtinu.

### Národnostní složení
Z celkového počtu 4181 obyvatel bylo na konci roku 2018 3096 (74,05 %) švýcarských státních příslušníků. Většina přistěhovalců pocházela ze střední Evropy (Německo 273, Spojené království 42, Nizozemsko 35 a Rakousko 28 osob), jižní Evropy (Portugalsko 206, Itálie 42 a Španělsko 34 osob), bývalé Jugoslávie (Bosna a Hercegovina 56, Kosovo 16 a Chorvatsko 14 osob), Švédska (64 osob), Afriky (Eritrea 15 osob) a Asie (Srí Lanka 14, Čína 13 a Indie 12 osob). Při sčítání lidu v roce 2000 mělo švýcarské občanství 2 886 osob (81,4 %), z toho 138 osob mělo dvojí občanství.

## Doprava

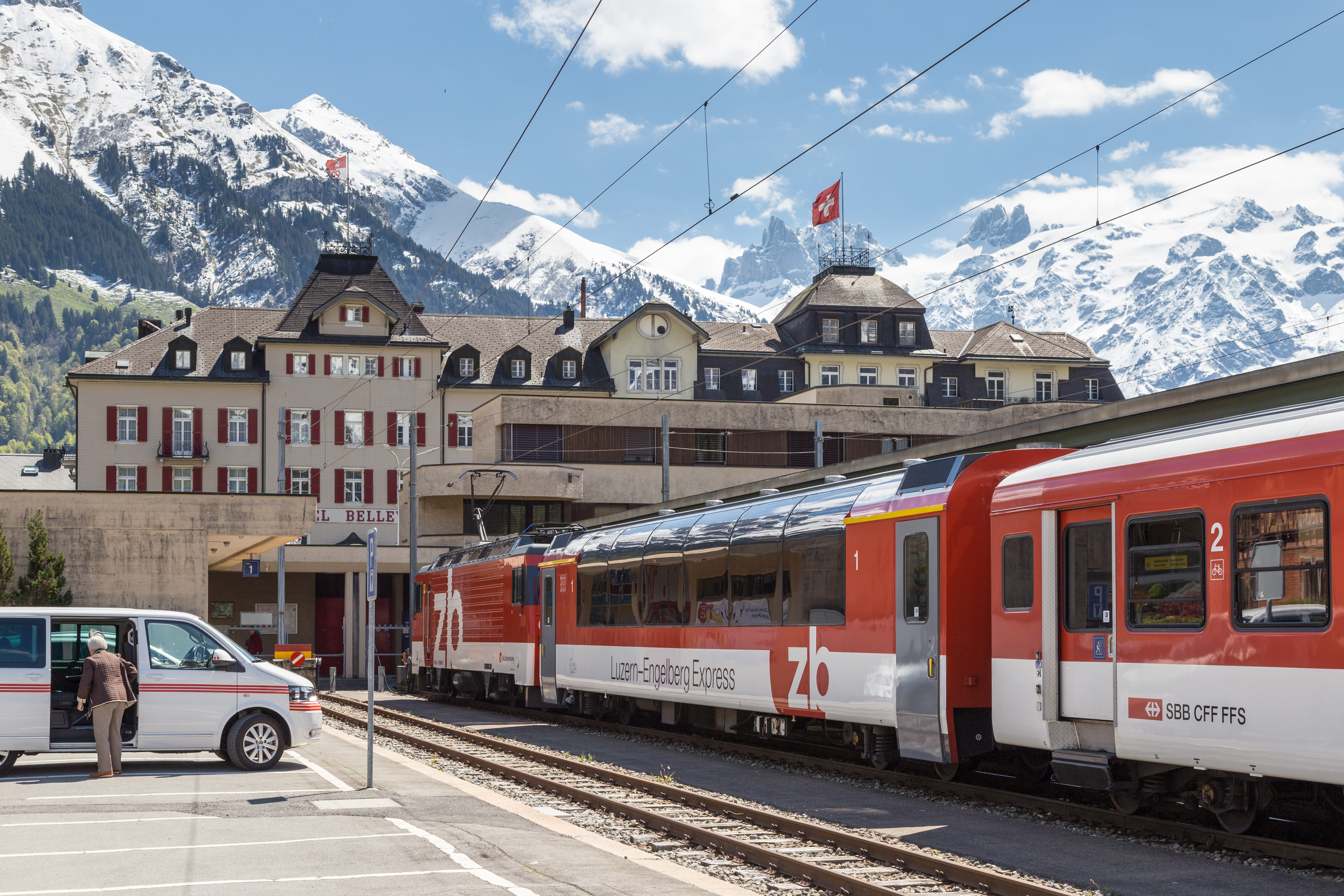
Vlak Luzern-Engelberg-Express v železniční stanici Engelberg

Jediný přirozený přístup do obce vede ze severu, z údolí dolního Engelbergu, přes 5 km dlouhou stezku a 500 výškových metrů strmou, divokou a úzkou soutěskou Aasch. Přírodní vysokohorské stezky přes sedlo Jochpass směrem k jezeru Engstlen a do kantonu Bern, přes Storeggpass směrem k Melchtalu a Sarnenu a přes Surenenpass směrem k Uri a do údolí Reusstal jsou mnohem delší, také strmé a náročné a sjízdné pouze v letním období.
Od roku 1898 je obec napojena na železniční síť prostřednictvím ozubnicové dráhy Stansstad–Engelberg, od roku 1964 do roku 2004 součást společnosti Luzern-Stans-Engelberg-Bahn (LSE) a od roku 2005 Zentralbahn (zb). Teprve v roce 1931 byla silnice ze severu upravena tak, aby se na Engelberg dalo dojet autem, autobusem nebo nákladním autem i v zimě. V současnosti trvá cesta z gotthardské dálnice A2 a sjezdu Stans-Süd do Engelbergu necelou půlhodinu. Po otevření nového železničního tunelu do Engelbergu (12. prosince 2010) se také zkrátila doba jízdy veřejnou dopravou z Lucernu na 47 minut.
Trasy silnice a železniční trati jsou však neustále ohrožovány bahenními přívaly a povodněmi na řece Engelberger Aa. Například během povodní 22. srpna 2005 byly obě spojnice asi na dva týdny přerušeny a Engelberg byl odříznut od okolního světa. V této době zajišťovaly přepravu osob a zásob soukromé vrtulníkové společnosti a švýcarská armáda prostřednictvím leteckého transportu. Až téměř 17 týdnů po povodni byl Engelberg opět přístupný po provizorně opravených dopravních cestách. Doprava byla mezitím vedena po nouzové silnici.

## Pamětihodnosti

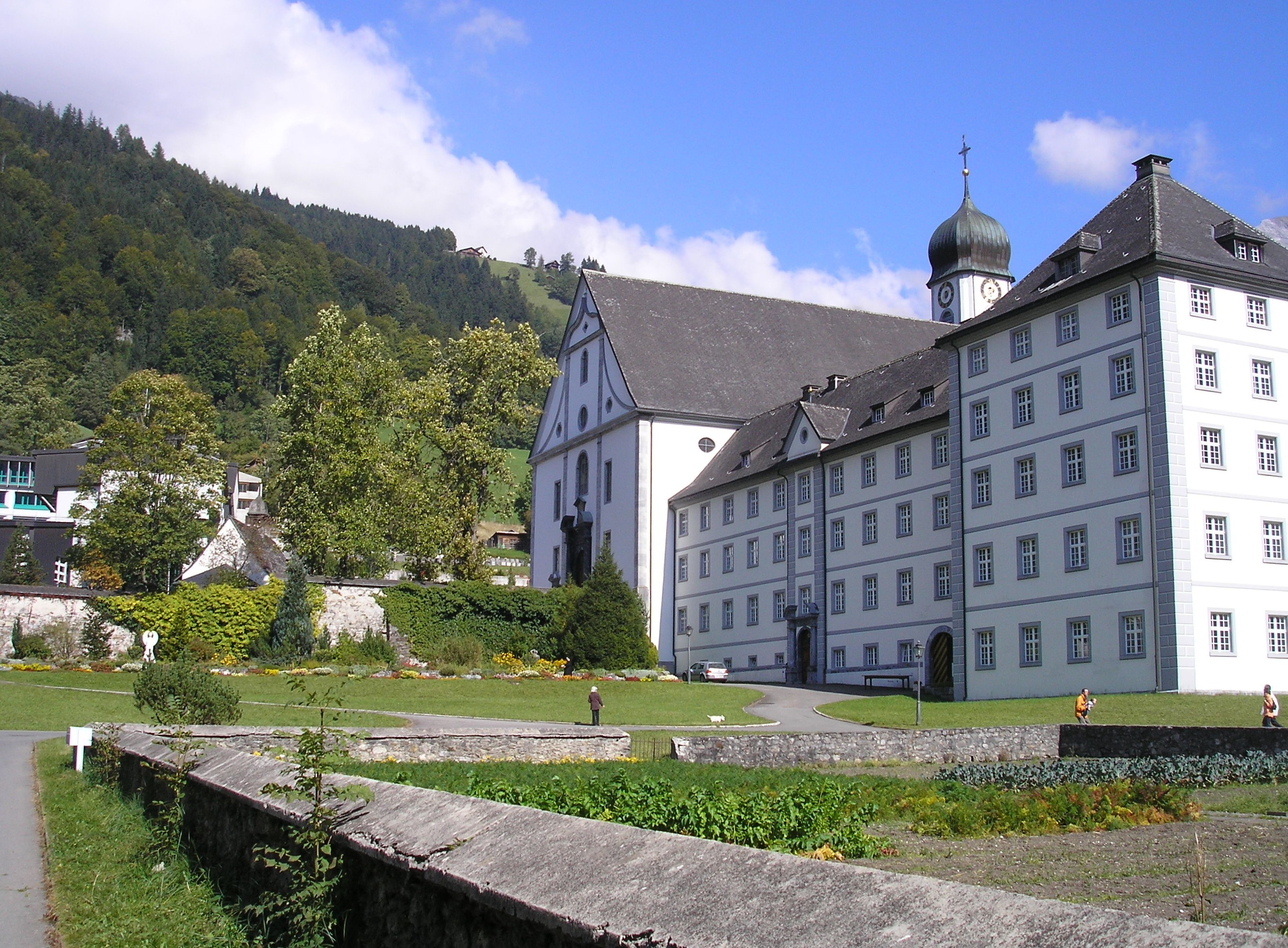
Benediktinský klášter v Engelbergu

V obci Engelberg patří k nejvýznamnějším památkám opatství Engelberg s opatským kostelem a vlastní mlékárnou, která vyrábí klášterní sýr. Muzeum v údolí Engelberg vystavuje historické sbírky z regionu, které se vztahují k vládě opatství Engelberg.
Ve vesnici Grafenort se nachází barokní soubor budov, který tvoří zámek (1690), kaple Svatého Kříže (1689) a hostinec (1778). Ve vesnici Altzellen se pak nachází kaple svatého Jodera z roku 1482, která byla v roce 1601 rozšířena a v roce 1789 renovována. Kaple Bettelrüti na svahu Wellenbergu byla postavena v roce 1689. Barokní hlavní oltář pochází z kolegiátního kostela v Beromünsteru.
V okolí lze nalézt mnoho cest pro turistiku či cykloturistiku i lanovek a sjezdovek na lyžování.

## Osobnosti
- Herbert Matter (1907–1984), americký fotograf švýcarského původu, narodil se v Engelbergu
- Fritz Feierabend (1908–1978), švýcarský bobista, narodil se a vyrostl v Engelbergu
- Ottmar Hitzfeld (* 1949), německý fotbalista a fotbalový trenér, bydlí v místní části Brunnihang
- Erika Hess (* 1962), švýcarská lyžařka, pochází z Engelbergu
- Dominique Gisin (* 1985), švýcarská alpská lyžařka, pochází z Engelbergu
- Michelle Gisin (* 1993), švýcarská alpská lyžařka, pochází z Engelbergu